# Il giardino d'amore
Venere e Adone

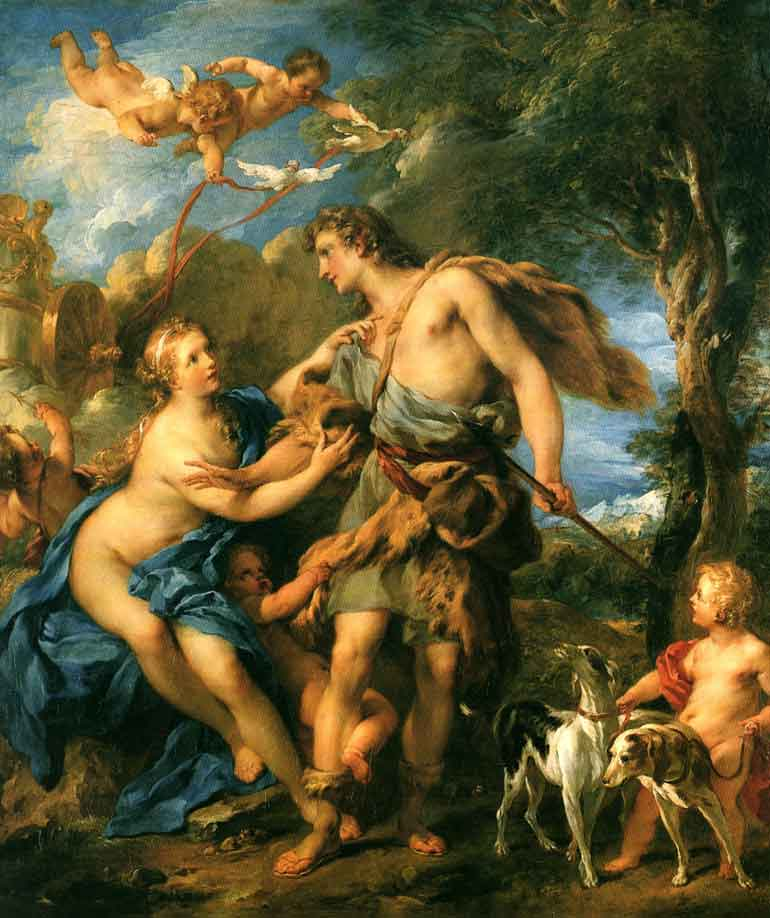
Venus et Adonis, par François Lemoyne.

Il giardino d'amore ou « Venere e Adone » (Vénus et Adonis) est une serenata à deux voix (SA), trompette, sopranino, cordes et basse continue du compositeur italien Alessandro Scarlatti, sur un livret en italien d'un auteur inconnu et composée dans les premières années du XVIIIe siècle. On ignore les circonstances de la composition de cette sérénade.

## Histoire
La date de composition de Venere e Adone est située entre 1700 et 1705, mais sans qu'on sache si elle était destinée à Rome ou Naples. Edward Dent précise qu'il pencherai plutôt pour Naples en raison de l'inclusion de l'air avec un solo fleuri violon, « Andiamo, o caro bene », qui se trouve également dans son opéra Laodicea e Berenice, produit à Naples en avril 1701. Le procédé qui consiste à réutiliser une pièce pour une autre est tout à fait contraire aux habitudes de Scarlatti.

## Rôles
- Adone, soprano
- Venere, alto

L'orchestre comprend trompette, sopranino, 2 violons et basse continue.
La serenata s'ouvre par une sinfonia en trois mouvements qui signale le caractère de semi-opéra de l'œuvre. Tous les arias et les deux duos, sont accompagnés par l'ensemble de cordes (à une exception près) ou des instruments solistes.
L'œuvre ne décrit pas seulement les caractères de Vénus et d'Adonis, plein de vitalité, mais aussi la nature : les forêts, les champs, les rochers et — comme dans la serenata plus tardive, La gloria di primavera (1716) — Scarlatti réserve un morceau de choix avec l'air du rossignol d'Adonis.
La durée est d'un peu moins d'une heure.

### Structure
Il giardino d'amore, serenata a due, canto e alto, con violini, fautino e tromba
- Sinfonia — Allegro – largo e piano – Allegro
- Care selve, amati orrori (aria)
- Ma voi non rispondete (recitativo) — Venere
- Fugge l'aura, si posa ogni fronda (aria) — Venere
- Invan fra questa selve (recitativo) — Adone
- Più non m'alletta e piace il vago Usignoletto (aria) — Adone et sopranino solo
- Ciprigna, e dove sei? (recitativo) — Adone et Venere
- Se come dolce e vago (aria) — Adone
- Mira, mio ben, deh mira (recitativo) — Venere
- Augelletti, si cantate (aria) — Venere
- O fortunate aurette (recitativo) — Adone
- Tanto respira il core (duetto), Andante — Adone et Venere
- O me felice (recitativo) — Venere
- Ah, non mi dir cosi (aria) — Adone
- Pria che dal vago Oriente (recitativo) — Venere
- Andiamo, o caro bene (aria) – Venere et violon solo
- Venere, assai ti deggio (recitativo) — Adone
- Con battaglia di fiero tormento (aria) – Adone, trompette
- Io, delle sfere il luminoso impero (recitativo) — Venere et Adone
- Vieni, vola, soave contento (duetto)

## Discographie
- Il giardino d'amore - Catherine Gayer, soprano ; Brigitte Fassbaender, contralto ; Rolf Quinque, trompette ; Hans-Martin Linde, flûte à bec ; Orchestre de chambre de Munich, dir. Hans Stadlmair (1964, Archiv 431 122-2)[3]
- Il giardino d'amore - Lina Çkerlund, soprano ; Derek Lee Ragin, contreténor ; Michael Laird, trompette ; Clemencic Consort, dir. René Clemencic (13-14 novembre 1987, Accord 465 943-2)[4],[5] (OCLC 1033704211)
- Il giardino d'amore - Rosita Frisani, soprano ; Amor Lilia Perez, contralto ; Gabriele Cassone, trompette ; Alessandro Stradella Consort, dir. Estévan Velardi, (7-8 octobre 1999, Bongiovanni GB 2327-2) (OCLC 52099030) — avec la cantate Su le sponde del Tebro (H.705).
- Il giardino d'amore (Venere e Adone) - Andrea Ulbrich, mezzo-soprano ; Mónika González, soprano ; Orchestre baroque Savaria, dir. Pál Németh (2-4 avril 2002, Hungaroton) (OCLC 53159207)

Aria
- Più non m’alletta e piace, dans Baroque Twitter - Núria Rial soprano ; Maurice Steger, flûte à bec ; Orchestre de chambre de Bâle, dir. Stefano Barneschi (juillet 2017, DHM G0100038182802)